# Vicent Pascual Pastor
Vicent Pascual Pastor (Alcoi, 3 de juny de 1865 - 2 de febrer de 1941) va ser un arquitecte valencià.

## Biografia
Es va formar a l'Escola d'Arquitectura de Barcelona, i de nou a la seua ciutat natal, el 1891 esdevé Arquitecte Municipal d'Alcoi. Alterna eixe càrrec amb la docència a l'Escola d'Arts i Oficis d'Alcoi, de la qual seria director el 1903.
Entre 1909 i 1913 és alcalde de la capital de l'Alcoià. Dins la vida social i industrial de la ciutat, va estar present a la Caixa d'Estalvis i al Cercle Industrial locals.

## Projectes
Gairebé tots els projectes realitzats per Vicent Pascual van edificar-se a Alcoi. Entre la seua obra cal destacar:
- Gruta del Cercle Industrial (1896)
- Casa d'Escaló (1906-1908) Estil art déco
- "Casa del Pavo" (1908-1909) Edifici privat modernista.
- Mont de Pietat (1908-1910) Edifici bancari d'estil modernista
- Parc de Bombers (1915) Estil art nouveau